# Войско Великого княжества Литовского
Войско Великого княжества Литовского (лит. Lietuvos Didžiosios Kunigaikštystės kariuomenė) — организованная военная сила Великого княжества Литовского, существовавшая в период с 1236 года по 1251 год, и с 1263 по 1569 год.
После Люблинской унии 1569 года до ликвидации Княжества в 1795 году — самостоятельная часть войска Речи Посполитой.

## История
Войско Великого княжества Литовского, как организованная структура, начало формироваться в середине XIII века, то есть с появлением самого государства. С образованием литовско-русского государства в XIII веке, дружины составили основную ударную силу, способную сражаться в конном строю. Немалую часть знати Великого княжества Литовского и Русского, как и прочих государств того времени, составили служилые шляхтичи, потомки дружинников
В 1298 году, после победы над рыцарями Ливонского ордена Меченосцев литовское войско князя Витеня рассеялось по стране, предаваясь грабежу, не щадя и земель союзников, и обремененные добычей и пленниками, литовцы считали кампанию законченной и возвращались обратно, направляясь к Трейдену. 28 июня в упорном, ожесточенном бою литовцы понесли решительное поражение, а рыцари вступили в Ригу и разграбили архиепископский двор для возмещения убытков ордена.
Вскоре стало очевидно, что отдельными вооружёнными группами шляхтичей, будет очень сложно противостоять более мощным дружинам польских князей, а особенно, против хорошо вооружённых и опытных в военном деле крестоносцев.
До XV века каждый боярин имел свою дружину. Важнейшей её частью была конница, значение пехоты было меньше. Конный шляхтич и 4—7 человек его вооружённой прислуги (паж, оруженосец, несколько пеших или конных лучников) вместе составляли основную боевую единицу того времени — копьё. 20—25 копий образовывали стяг. Несколько стягов — дружину. Упоминание литовско-русской дружины впервые встречается у Генриха Латвийского, в своих «Ливонских хрониках» упомянувшем о походе литовского князя Жвелгайтиса в завоёванную немцами Ливонию.
В XIV—XVI веках Великое княжество Литовское  вело многочисленные войны. В связи с чем его руководство большое значение придавало созданию боеспособного войска. Первоначально в Великом княжестве воинская служба являлась обязанностью каждого мужчины, способного носить оружие. Ещё в конце XIV века, в случае нападения врага, собиралось всеобщее народное ополчение для его разгрома и преследования. В XV—XVI веках возросло значение шляхетского ополчения. В случае войны каждый шляхтич, независимо от величины поместья, должен был отправляться в поход в полном вооружении. Кроме того, каждый землевладелец, в зависимости от своего материального положения, был обязан выставлять определённое количество всадников (коней) и пехотинцев (драбов), также в полном вооружении. Такая форма организации войска получила название «посполитое рушение».
Одну часть шляхетского ополчения ВКЛ составляли тяжеловооружённые всадники (копейники). Они были вооружены копьями и мечами, имели надёжное защитное снаряжение, тяжёлых коней. Другая часть — стрельцы — имела луки или арбалеты. Воины составляли небольшие отряды — копья, которые объединялись в хоругви. Они выступали под собственными знамёнами-хоругвями. Хоругви комплектовались по территориальному принципу или выставлялись крупными землевладельцами. Во время боя знамёна строились суженными впереди колоннами. Спереди располагались тяжеловооружённые копейники, за ними — стрельцы.
В 1500 году, 14 июля, у реки Ведроши, сошлись русское и литовское войско, где и произошел бой, в ходе его многочисленное литовское войско было разбито наголову 40 000 московским отрядом и между многими взятыми в плен был и князь Константин Иванович Острожский.
Под начальством гетмана Юрия Радзивила, Андрея Немировича, Яна Амора Тарновского и князя Семёна Фёдоровича Бельского литовское войско вторгнулось, в 1535 году, в Северскую область, взяло без сопротивления Гомель и осадило Стародуб.
До конца XVI века шляхетское ополчение княжества состояло практически исключительно из всадников. Пехота использовалась в основном для охраны обозов, при строительстве дорог для передвижения войска или в критические моменты битвы. Чтобы превратить обоз в неприступный лагерь, телеги ставились по кругу, они могли оковываться железом и связываться цепями (вагенбург). С конца XIV века начала использоваться артиллерия.
В начале XVI века в военном деле произошли существенные изменения. Необходимость ведения войн с лёгкими и быстрыми всадниками противника, например татарами, привела к появлению новых видов конницы — гусар, казаков и пятигорцев. Основу вооружения гусар составляли копьё и щит. Позднее гусары стали использовать доспехи и превратились в среднюю кавалерию. Особенностью казаков было наличие у них лука, иногда в сочетании с коротким копьём.
Уже в начале XVI века в ВКЛ начинают использоваться наёмники. Сначала они набирались в основном из иноземцев, а позднее и из местной обедневшей шляхты. Для наёмников воинская служба была основным занятием. В этот период в войске Княжества появилась профессиональная пехота. Она использовалась для обороны и строительства укреплений. В наёмном войске выделялись также копейники в доспехах и стрельцы.

## Состав
Ниже представлены некоторые командные должность в литовском войске:
- Великий гетман литовский[5];
- Литовский польный гетман[7] (Полевой гетман литовский);
- Региментарь (Полковник);
- Воевода;
- Польный литовский писарь[7] (Полевой писарь литовский);
- Кастелян;
- Великий стяговник (хорунжий) литовский;
- Стяговник (Хорунжий);
- Великий конюший литовский;
- Великий оружейный (мечник) литовский.

## Важнейшие сражения
- 22 сентября 1236 года — Битва при Сауле. Жемайты и земгалы разбили крестоносцев Ордена меченосцев. Погиб великий магистр ордена Фольквин фон Наумбург и 48—60 рыцарей.
- 13 июля 1260 года — Битва при Дурбе. Жемайты и курши разбили крестоносцев Тевтонского ордена и его ливонского филиала. Погибли ливонский ландмастер Буркхард фон Хорнхаузен и маршал Генрих Ботель и 150 рыцарей.
- 16 февраля 1270 года — Битва при Карусе. Войска Княжества под предводительством Тройдена на льду Балтийского моря разбили ливонских крестоносцев, поддержанных датчанами. Погибли ливонский ландмастер Отто фон Лаутенберг, предводитель датчан Эйларт, 52 рыцаря и около 600 простых воинов.
- 5 марта 1279 года — Битва при Ашерадене. Войска Княжества под предводительством Тройдена разбили ливонских крестоносцев. Погиб ливонский ландмастер Эрнст фон Ратцебург и 71 рыцарь.
- 1321 год — Битва на реке Ирпень. Войско Великого княжества Литовского разбило войско Киевского княжества.
- осень 1362 года — Битва на Синих Водах.
- 12 августа 1399 года — Битва на Ворскле.
- 15 июля 1410 года — Грюнвальдская битва.
- 1 сентября 1435 года — Битва под Вилькомиром.
- 14 июля 1500 года — Ведрошская битва. Поражение войск Великого княжества Литовского от войск Великого княжества Московского. В плен попал великий гетман литовский Константин Острожский.
- 6 августа 1506 года — Клецкая битва.
- 8 сентября 1514 года — Битва под Оршей. Поражение войск Великого княжества Московского от войск Великого княжества Литовского. В плен попал воевода Иван Челяднин. Умер в плену.
- 26 января 1564 года — Битва при Чашниках. Поражение войск Великого княжества Московского от войск Великого княжества Литовского. Погиб воевода Пётр Шуйский.
- 27 сентября 1605 года — Битва при Кирхгольме.